# Sinagra
Sinagra ist eine Gemeinde in der Metropolitanstadt Messina in der Region Sizilien in Italien mit 2465 Einwohnern (Stand 31. Dezember 2023).

## Lage und Daten
Sinagra liegt 109 km westlich von Messina. Die Einwohner arbeiten hauptsächlich in der Landwirtschaft.
Die Nachbargemeinden sind Castell’Umberto, Ficarra, Naso, Raccuja, Sant’Angelo di Brolo, Tortorici und Ucria.

## Geschichte
Das Gründungsdatum ist unbekannt.

## Sehenswürdigkeiten
- Pfarrkirche, das Entstehungsjahr ist unbekannt, in der Kirche ist ein schönes Altarbild von 1543 zu sehen.